# جان کیندر لبات
جان کیندر لبات (انگلیسی: John Kinder Labatt; ۱ ژانویهٔ ۱۸۰۳ – ۲۶ اکتبر ۱۸۶۶) کشاورز، اهالی کسب‌وکار، و کارآفرین اهل کانادا بود، که در سال ۱۸۴۷ شرکت لابات را تأسیس کرد.